# Östgötafolket
Östgötafolket var en dagstidning utgiven i Linköping. Först av vänstersocialdemokraterna, vänstersocialisterna sedan 1921–1924 av SKP. Utgivningstiden var från 7 januari 1918 till 2 januari 1924.
Fullständig titel var först Östgöta-Folket / Vänstersocialdemokratisk Tidning för Östergötland och senare Östgöta-Folket / Kommunistisk Tidning för Östergötland 1921.

## Redaktion
Enda kända redaktionsort är Linköping i slutet av 1923, annars saknas uppgifter. Tidningen var 1918–1919 vänstersocialdemokratisk, sedan 1920–1921 vänstersocialistisk, och blev 1921 kommunistisk till upphörandet 1924.
| Period                 | Ansvarig utgivare           | Period                 | Redaktör                     |
| 1917-12-01--1923-11-14 | Johansson,Ture Ivar Emanuel | 1918-01-05--1919-05-03 | Johansson, Ture Ivar Emanuel |
|                        |                             | 1920-01-08--1921-12-24 | Johansson, Ture Ivar Emanuel |
|                        |                             | 1923-10-15--1923-11-14 | Wiksten, Jalmar              |

Utgivningsuppehåll 7 april 1923 till 1 maj 1923: "På grund av flera samverkande omständigheter, ha vi beslutat att för en tid indraga utgivningen av vår tidning." meddelade tidningen 7 april 1923 s. 3. Tidningen var 1918 till 1919 veckotidning med utgivning lördagar. 1920 till 11 juni 1921 var den tredagarstidning som kom ut tisdag, torsdag och lördag men återgick till veckotidning i juni 1922 med lördagsupplaga. 1923 hade tidningen två editioner, en sexdagars måndag till lördag och en veckoupplaga lördagar.

## Bevarande
Tidningen är inte väl bevarad. Från 1918 till 1924 fattas exemplar på både KB och Lunds Universitets Bibliotek för tiden 1919-05-04–12-31, 1922-01-01–12-31 (utom 1922-02-04), samt 1923-11-15–12-31. Förmodligen har tidningen aldrig levererats till KB eller Lunds UB. Första numret är ej daterat, men torde ha utkommit 1918-01-05 (Källa tidningen 1923-09-08 s. 1).

## Tryckning
Linköpings tryckeribolag i Linköping tryckte tidningen 1918. Från 1 februari 1919 till 3 maj 1919 tryckte Aktiebolaget politikens tryckeri i Stockholm tidningen. Från 8 januari 1920 tryckte Östgötatryckeriet i Linköping troligen tidningen ända till 8 september 1923, men det är osäkert på grund av luckor i tidningens bevarande på KB. 1 oktober 1923 till 14 november 1923 trycktes den av Aktiebolaget Centraltryckeriet i Norrköping.
Typer som användes var antikva, med svart färg. Satsytan var stor och Östgötatryckeriet använde 55-57 x 42–43 cm format. Tidningen hade 4–8 sidor, flest sidor sista månaden som KB dokumenterat oktober–november 1923. Priset för tidningen var 5 kronor 1918, 10 kronor 1920, 11 kronor 1921, 6 kronor 1922 och 1923 fanns två pris 6 respektive 15 kronor vilket var olika upplagor med utgivning flera dagar för det dyrare priset.